# Espai Corberó
L'Espai Corberó és un conjunt arquitectònic singular construït per l'escultor Xavier Corberó a partir de 1970, situat a Esplugues de Llobregat.

## Descripció i història
L'Espai Corberó, també conegut com la Casa dels Cecs o Espai XC, és un conjunt arquitectònic i artístic singular construït al llarg de diverses dècades per l'escultor Xavier Corberó al centre d'Esplugues de Llobregat, al costat de l'església de Santa Magdalena i el Monestir de Montsió.
A partir de l'adquisició i reforma de diverses cases de camp, l'artista va anar configurant una suma d'edificis i patis interiors, que sumen 8.000 m2 de sostre dins d'una parcel·la de 2.000 m2. L'element més singular el constitueix la successió d'estructures amb arcs de mig punt, que configuren un edifici amb espais oberts i tancats, amb un aspecte final sorprenent, a mig camí entre una ruïna romana i una casa futurista.
L'edifici principal, o Casa dels Cecs estricta, ocupa tota la longitud de la finca i inclou diversos patis amb escultures de Xavier Corberó, a més d'un soterrani de 700m2 amb un sostre de volta catalana fet de formigó sense columnes, i un auditori amb capacitat per a 250 persones.
Pocs anys després de la mort de Xavier Corberó l'any 2022, l'Ajuntament d'Esplugues de Llobregat adquirí l'immoble a la família Corberó per a la seva utilització com a equipament cultural de la ciutat.

## Utilització en esdeveniments i filmacions
A causa de la seva singularitat, l'Espai Corberó ha estat utilitzat com a escenari en diferents ocasions, entre d'altres:
- Pel·lícula Vicky Cristina, Barcelona, de Woody Allen (2007)
- Pel·lícula Paradise Hills, d'Alice Waddington (2019)[5]
- Videoclip Vampiros de Rosalía (2023)[6]
- Anunci de la nova plataforma 3Cat de Televisió de Catalunya (2023)